# Primarias del Partido Republicano de 2008 en Tennessee
Las primarias republicanas de Tennessee, 2008 fueron el 5 de febrero de 2008, con 52 delegados nacionales.
A las 10:15 PM ET del 5 de febrero, la agencia Associated Press informaba con datos del 44% de los precintos que Huckabee y McCain empataban con un tercio de los votos.
Anteriormente, con el 31% de los precinctos escrutados, McCain tenía un 34% de apoyos, Huckabee 31%, Romney 23% y Paul el 6%.
Según el periódico de la ciudad hubo un récord de votantes venciendo al anterior récord de 830 000 en el 88, cuando Al Gore estuvo en la boleta electoral por primera vez.
Al cierre de las boletas electorales muestran que Huckebee lidera en los votos de los cristianos y los conservadores.

## Resultados
| Candidato     | Votos   | Porcentajes | Delegados |
| ------------- | ------- | ----------- | --------- |
| Mike Huckabee | 189 443 | 34,47%      | 25        |
| John McCain   | 174 763 | 31,80%      | 19        |
| Mitt Romney   | 129 722 | 23,61%      | 8         |
| Ron Paul      | 30 730  | 5,59%       | 0         |
| Fred Thompson | 16 044  | 2,92%       | 0         |
| Rudy Giuliani | 5 100   | 0,93%       | 0         |
| Duncan Hunter | 738     | 0,13%       | 0         |
| Tom Tancredo  | 192     | 0,03%       | 0         |
| Indecisos     | 1 812   | 0,33%       | 0         |
| Otros         | 971     | 0,18%       | 0         |
| Total         | 549 515 | 100%        | 52        |